# Docalidia subcrista
Docalidia subcrista är en insektsart som beskrevs av Nielson 1982. Docalidia subcrista ingår i släktet Docalidia och familjen dvärgstritar. Inga underarter finns listade i Catalogue of Life.